# Hans Georg Friedmann
Hans Georg Friedmann (23. November 1928 in Wien – 15. oder 16. März 1945 im KZ Dachau) war ein österreichischer Schüler, der vom NS-Regime ermordet wurde. Er musste ab 1939 mit seiner Familie in einer Sammelwohnung in der Wiener Leopoldstadt leben und schrieb dort dreizehn Kriminalgeschichten, die 2016 veröffentlicht wurden.
Friedmann wurde als österreichisches Pendant zu Anne Frank bezeichnet.

## Leben und Werk
Friedmann war der Sohn von Hildegard und Hugo Friedmann, er hatte eine jüngere Schwester, Liselotte. Die Familie hatte es mit Fleiß zu Wohlstand gebracht, der Vater war der Inhaber einer Trikotfabrik. Der kleine Hans Georg und seine Schwester wuchsen im elterlichen Haus in der St.-Veit-Gasse 15 in Hietzing auf. Ab Herbst 1938 sollte Hans Georg das nahegelegene Gymnasium Fichtnergasse besuchen. Unmittelbar nach der Annexion Österreichs im März 1938 nahm jedoch die Leibstandarte SS Adolf Hitler im Schulgebäude Quartier. In der Folge wurde Schülern jüdischer Herkunft der Unterricht im Gymnasium verwehrt.
Die Firma des Vaters wurde arisiert und die Kunstsammlung gestohlen. Die Deutsche Nationalbibliothek, die als Todesjahr von Hans Georg Friedmann das Jahr 1944 angibt, schreibt: „Hans Georgs Vater war Kurator am jüdischen Museum in Wien und eine führende Gestalt der jüdischen Gemeinde.“ Im Jahr 1939 musste die Familie in eine Sammelwohnung in der Leopoldstadt übersiedeln. Eine Hausangestellte der Familie konnte – noch vor der Deportation – einige Habseligkeiten der Friedmanns in Sicherheit bringen, darunter auch die Kriminalgeschichten von Hans Georg Friedmann. Am 9. Oktober 1942 wurden Eltern und Kinder aus der Haidgasse ins Ghetto Theresienstadt deportiert. Dort übernahm der Vater die Leitung der Lagerbibliothek und organisierte künstlerische Veranstaltungen. „Erhaltene Dokumente belegen, wie sich die Familie dort zwei Jahre lang bemühte, einen menschenwürdigen Alltag zu simulieren.“ Am 19. Oktober 1944 wurden Mutter und Schwester nach Auschwitz deportiert und dort vom NS-Regime ermordet. Vater und Sohn kamen ins KZ Dachau. Am 15. oder 16. März 1945 starb Hans Georg Friedmann im KZ-Außenlagerkomplex Kaufering.
Ein in Wien zurückgebliebener Koffer enthielt unter anderem von Hans Georg handgemalte Muttertagsbillets, weiters verschriftlichte Neckereien der Geschwister („Li ist ein Sauschwein so schaut sie aus“ oder „Hans ist sehr shlimm, blöd und ein Trotel“), ein paar Fotos und seinen Roman Tom Laskers Abenteuer in aller Welt. Marie Mikesch, das frühere Kindermädchen der Friedmanns, bewachte den Koffer bis zum Ende des NS-Regimes und übergab ihn später an Hans Georgs Cousin Toni Spielmann, einen Überlebenden der Familie. Spielmann war Mitglied der schweizerischen Korczak-Gesellschaft zur Förderung der Rechte von Kindern und ließ ein paar Faksimile-Ausgaben der Heftromane drucken. Eine dieser Ausgaben gelangte zu der österreichischen Historikerin Heide Manhartsberger-Zuleger, Mitglied der österreichischen Korczak-Gesellschaft, die das Thema geeignet fand für zeitgeschichtliche Arbeit mit Schulklassen. Jedoch interessierte sich keine AHS oder andere Schule für dieses Projekt, weder in Wien noch in den Bundesländern, bis Manhartsberger-Zuleger bei einer Fachtagung der Berufsschullehrerin Klaudia Lassacher begegnete. Diese griff zu und bearbeitete in einem Zwei-Jahres-Projekt mit der 2E in der Berufsschule in der Wiener Embelgasse die Lebensgeschichte von Hans Georg Friedmann und seinen Krimis. „Aus schweigsamen Mädchen und ‚harten Burschen‘, die anfangs zum Teil mit einem „nicht schon wieder“ auf das Thema Zeitgeschichte reagierten, wurden zusehends engagierte Fürsprecherinnen und Fürsprecher der Erinnerung, bis zum Zusammentreffen mit Spielmann als Höhepunkt und Abschluss des Projekts.“ Ergebnis der zweijährigen Auseinandersetzung war auch ein Radiofeature der Schüler. Die Volkshochschule Hietzing, zeitgeschichtlich schon lange engagiert, interessierte sich ebenfalls für den jugendlichen Schriftsteller und gestaltete im Jahr 2016 eine Ausstellung zu Person und Werk Hans Georg Friedmanns. Diese Ausstellung fand auch im Ausland Anerkennung und war auch 2018 in der Europäischen Janusz Korczak Akademie in München zu sehen. 

## Zur Entdeckung seiner Erzählungen
„Die ganze Welt kennt die Tagebücher der Anne Frank – und niemand Hans Georg Friedmann. Dabei hat der Wiener Bub der Welt auf seine Art ein ebenso ergreifendes Zeitzeugnis der Schoah hinterlassen: selbst geschriebene Abenteuerkrimis, in denen sich der Zehnjährige weit weg von Verfolgung, Angst und Demütigung träumt und stattdessen mit seinem Superdetektiv-Haudegen Tom Lasker rund um die Welt für wirkliches Recht und wirkliche Ordnung sorgt. Dass man davon nun weiß, ist Jugendlichen zu verdanken, die heute so alt sind wie Friedmann, als er ermordet wurde.“

## Rezeption
- Radiofeature: Hans Georg Friedmann. Ein Jugendlicher schreibt sich frei. schuelerradio.at, 2. Juli 2015, abgerufen am 24. Mai 2016.
- Ausstellung: „Der Tod hat nicht das letzte Wort“. Die Krimis von Hans Georg Friedmann. Ausstellung in der Volkshochschule Hietzing, 24. April bis 2. Juni 2016.[6]